# Conexiuni între limba română și limba bulgară
Conexiunile între limba română și limba bulgară sunt punctele comune ale celor două limbi, prima neolatină, a doua slavă, în domeniul gramatical, sintaxic și lexical.

## Substrat și superstrat
Tradiția de studii tracice a lingviștilor bulgari, distinge printre etimologiile limbii bulgare un prim substrat lingvistic, comun cu limba albaneză și cu limba română, presupus traco-dacic. Această legătură se poate explica prin influența iliro-traco-dacă la diferitele popoare balcanice, limba albaneză fiind derivată din limba dacică târzie a Carpilor, cu influențe ilirice, latine și slave, limba română având influențe preponderent dacice, iar limba bulgară mai ales tracice. Lingviștii Ivan Duridanov și Vasil Karlukovski au încercat să reconstruiască limba tracă precum și limba bulgară veche, dinaintea sosirii Slavilor, dar gradul de incertitudini rămâne foarte ridicat.
Un al doilea strat care a putut genera anumite conexiuni este cel medieval. Re-lexificată din bulgara veche (o limbă turcică, azi dispărută aproape fără urme) în slavonă, bulgara modernă este tributară mai mult substratului daco-traco-roman decât celui tracic. O bună parte dintre conexiuni provin din substratul slav timpuriu, la care se adaugă cel alanic.
Dar cel mai bine documentat este al treilea substrat: uniunea lingvistică balcanică, cu exemple bine-cunoscute precum articolul hotărât, un sufix adăugat la sfârșitul cuvintelor în locul particulei independente din majoritatea limbilor indo-europene. O îndelungă vecinătate istorică, de mai bine de un mileniu, într-un spațiu, inițial poliglot, în care conlocuiau vorbitori ai limbilor slave de sud, romanice orientale, albaneze și elenice, anume Peninsula balcanică și bazinul Dunării de jos, la nord de linia Jireček, explică existența acestor conexiuni.
La aceste substrate se adaugă superstratul modern comun ambelor limbi, provenind, odată cu stăpânirea otomană, din limbile turcă și neogreacă, apoi, îndeosebi după 1878, din franceză, germană și engleză.